# Tinda
Praecitrullus fistulosus
Pour l’article ayant un titre homophone, voir Tynda.
Espèce
Classification phylogénétique
Le tinda, ou Praecitrullus fistulosus, est une espèce de plante à fleurs de la famille des Cucurbitaceae, unique espèce du genre Praecitrullus (pt). Plante annuelle originaire d'Inde, elle est cultivée pour ses fruits cueillis avant maturité et consommés comme légume, particulièrement dans les pays du sous-continent indien.
Elle est appelée tindsi au Rajasthan et Dhemase ढेमसे en langue marâthî.
Synonymes :
- Citrullus fistulosus Stocks
- Citrullus lanatus var. fistulosus (Stocks) Duthie & J.B.Fuller